# Billy Cusack
William Scott „Billy” Cusack (ur. 23 maja 1966 w Glasgow) – brytyjski judoka. Olimpijczyk z Barcelony 1992, gdzie zajął osiemnaste miejsce w kategorii 71 kg. Piąty w mistrzostwach Europy  w 1991 roku. Brązowy medalista igrzysk Wspólnoty Narodów w 1990, gdzie reprezentował Szkocję.
- Turniej w Barcelonie 1992

Pokonał z Andersa Dahlina ze Szwecji, Haji Kahyma z Libanu i przegrał z Orenem Smadżą z Izraela.